# Могила Михаила Дзилихова
Могила Михаила Дзилихова — памятник истории, выявленный объект культурного наследия России и культурного наследия Северной Осетии. Находится в ограде Осетинской церкви по адресу улица Рождественская, 20/ улица Коста Хетагурова, 23. Входит в состав некрополя, являющегося отдельным объектом культурного наследия.
Михаил Бабуевич Дзилихов — почётный гражданин Волгограда и Хайльбад-Хайлигенштадта (ГДР) скончался 4 декабря 1984 года.
Участник Великой Отечественной войны. Воевал при обороне Сталинграда, освобождал Польшу и участвовал во взятии Берлина. Под его руководством был обезврежен штурмбанфюрер СС А. Фогель, который по команде Эрнста Кальтенбруннера открыл шлюзы Одера и затопил Берлинский метрополитен. С июля 1945 по конец 1946 года — военный комендант города Хайльбад-Хайлигенштадта в земле Тюрингия. В послевоенные годы — командир дивизии Закавказского военного округа, военный комиссар.
30 июня 1987 года Распоряжением № 313 Совета Министров Северо-Осетинской АССР могила приобрела статус охраняемого памятника истории.
Описание
Находится в северо-восточной части некрополя около входа на территорию храма. Могильный участок, облицованный плитами из серого гранита, размером 3,3 X 3,3 метров приподнят на 0,25 см. В центре могильного участка расположена надгробная плита размером 0,65 Х 1,1 метров. На восточной стороне надгробной плиты находится постамент с сечением 0,2 Х 0,75 см и высотой 0,35 см, на котором расположена стела с сечением 0,12 х 0,6 см и высотой 1,6 м. Постамент и стела изготовлены из чёрного мрамора.
На западной стороне стелы выбит портрет в парадном костюме с наградами. Ниже портрета находится надпись (год рождения на памятнике (1918 год) выбит ошибочно):

Дзилихов

Михаил Бабуевич

Гвардии генерал-майор

1918—1984

Почётный гражданин городов:

Хайлигенштадт (ГДР)

Волгоград

Рухсаг у